# Kerstin Svennilson
Kerstin Auga Elisabet Svennilson, född 16 februari 1910 i Stockholm, död där 31 augusti 1970, var en svensk målare, tecknare och konsthantverkare.
Hon var dotter till hovpredikanten Sven Johan Nilson och Augusta (Auga) Carolina Andersson. Svennilson studerade vid Konstindustriella skolan och Otte Skölds målarskola samt Kungliga konsthögskolan 1938–1944. Efter studierna arbetade hon huvudsakligen med dekorativt måleri, textilkonst och keramik. Hon utförde illustrationerna till Karin Beckmans bok Att vara kristen 1945 samt enkla stiliserande illustrationer för presentation av kristen tros- och livsåskådning för skolbarn.